# The Happy Moog
The Happy Moog é o quinto álbum de Jean-Jacques Perrey e o oitavo álbum de Harry Breuer, lançado em 1969. Foi o último álbum que Perrey gravou em Estados Unidos, antes de retornar à França em 1970, onde gravou seu próximo álbum intitulado "Moog Indigo".

## Gravação
"The Happy Moog" foi gravado nos estúdios da Caroll Instrument Rental Company em New York com a colaboração da Pickwick Records, enquanto Jean-Jacques Perrey tocou apenas o sintetizador. Moog e outros teclados,  Breuer tocava principalmente percussão, xilofone e às vezes usava o  teclados,
a gravadora Pickwick no final dos anos 60 e início dos anos 70 era famosa por lançar discos que tiravam proveito dos artistas populares da época,
às vezes sacrificando discos de demonstração, o álbum em 1971 foi relançado no formato LP. 
Para o álbum foram gravadas mais de dez canções, o quarto tema denominado "In a latin moog" é baseado na canção "Brazilian Flower" do álbum The Amazing New Electronic Pop Sound de Jean-Jacques Perrey.

## Capa
A capa mostra uma máquina branca sorridente sobre um fundo vermelho.

## Lista de Cançoes
| Numero | Canção                  |
| ------ | ----------------------- |
| 1      | Space Express           |
| 2      | Short Circuit           |
| 3      | Paris 2079              |
| 4      | In a Latin Moog         |
| 5      | Moog Foo Young          |
| 6      | Re-Entry to the Moon    |
| 7      | Saturn Ski Jump         |
| 8      | In a Happy Moog         |
| 9      | Blast-Off Country Style |
| 10     | March of the Martians   |

## Lançamentos e remasterizações
A canção "Moog foo young" e outras canções foram relançadas para o álbum Energize with Exercise de 1982.

## Usando suas músicas
A última música do álbum, "March of the Martians", foi usada na introdução do show  Hilarious House of Frightenstein .